# Ulrich Seidel
Ulrich Seidel (* 27. Mai 1954 in Magdeburg) ist ein deutscher Politiker (CDU). Er war von 1990 bis 1994 Mitglied im Landtag Sachsen-Anhalt.

## Ausbildung und Leben
Ulrich Seidel besuchte 1960 bis 1970 die Polytechnische Oberschule und machte 1970 bis 1973 eine Lehre zum Handelskaufmann mit Abitur. 1973 bis 1974 arbeitete er als Handelskaufmann im VEB Holzhandel Magdeburg. 1974 bis 1978 erfolgte ein Hochschuldirektstudium der Betriebswirtschaft. 1978 bis 1984 arbeitete er als Sektorenleiter der staatlichen Versicherung in der Bezirksdirektion Magdeburg; 1984 bis 1989 war er Leiter Sozialwesen im VEB Getränkekombinat Magdeburg, Kombinatsleitung. 1989 wurde er Abteilungsleiter im VEB Getreidewirtschaft Magdeburg bzw. beim Rechtsnachfolger und dort 1990 als Vorsitzender im Betriebsrat, Vorsitzender im Gesamtbetriebsrat und Arbeitnehmervertreter im Aufsichtsrat gewählt.
Ulrich Seidel, der römisch-katholischer Konfession ist, ist verheiratet und hat zwei Kinder.

## Politik
Ulrich Seidel war seit 1983 Mitglied der CDU der DDR und dort 1985 bis 1990 Stadtbezirksvorsitzender. 1984 bis 1990 war er Stadtbezirksverordneter in Magdeburg-Nord.
Nach der Wende war er von 1990 bis 1991 Mitglied des CDU-Parteivorstandes sowie ab 1990 Stadtvorsitzender der CDA.  Er wurde bei der ersten Landtagswahl in Sachsen-Anhalt 1990 im Landtagswahlkreis Magdeburg I (WK 12) direkt in den Landtag gewählt. 
1994 wechselte Ulrich Seidel als öffentlich Bediensteter in die Behörde zur Bereinigung von DDR-Unrecht im Beruf ins Regierungspräsidium Magdeburg. 2004 wechselte er als Referent in das Referat Verkehr beim Landesverwaltungsamt in Halle.